# Campo do Brito
Pour les articles homonymes, voir Campo.
Campo do Brito est une ville brésilienne du centre de l'État du Sergipe.

## Géographie
Campo do Brito se situe par une latitude de 10° 43' 58" sud et par une longitude de 37° 29' 34" ouest, à une altitude de 208 mètres.
Sa population était de 16 176 habitants au recensement de 2007. La municipalité s'étend sur 202 km2.
Elle fait partie de la microrégion de l'Agreste d'Itabaiana, dans la mésorégion de l'Agreste du Sergipe.